# Cerco de Bagdá (1258)
O Cerco de Bagdá (português brasileiro) ou Cerco de Bagdade (português europeu), ocorrido em 1258, foi uma invasão, cerco e saque da cidade de Bagdá, então capital do Califado Abássida, e atual capital do Iraque, pelas forças do Ilcanato Mongol e tropas aliadas a Hulagu.
A invasão deixou Bagdá em completo estado de destruição. Estimativas do número de habitantes massacrados durante a invasão variam de 100 000 a 1 000 000. A cidade foi saqueada e incendiada. Mesmo as bibliotecas de Bagdá, incluindo a Casa da Sabedoria, não resistiram às forças do Ilcanato. Como resultado, Bagdá permaneceu despopulada e em ruínas por vários séculos, e este acontecimento é amplamente considerado o fim da Era de Ouro Islâmica.